# 張済新
張 済新（ちょう さいしん）は中華民国の政治家・書家。北京政府に属する。旧名は鼎銘、字は庶詢。

## 事績
清の抜貢。1918年（民国7年）、浙江省会稽道尹となり、1926年（民国15年）まで務めた。その後、張作霖から大元帥府総務処処長に起用され、併せて張学良の教師になったとされる。1927年（民国16年）9月24日、京兆尹（北京市長に相当）に任ぜられた。なお張済新は、北京政府で最後の京兆尹である。1928年（民国17年）6月3日、張作霖が東北へ逃走する際、これに張済新も随行。張作霖爆殺事件が発生するも、張済新は巻き込まれずに済んだ。
国民政府成立後の1929年（民国18年）、張済新は東北政務委員会総務庁庁長となった。1931年（民国20年）1月31日、山西省政府委員兼財政庁庁長に異動する。5月4日、財政部張多関監督も兼任している。9月18日に満州事変が発生すると、避難民を救済しようと、書家の名声があった張済新は自作を売って義援金にしたという。10月3日に山西省の各職から免ぜられたが、その後も行政院駐北平政務整理委員会委員、華北建設討論委員会委員を歴任している。
1940年（民国29年）7月22日、張済新は南京国民政府（汪兆銘政権）で考試院参事に任命されたが、同年9月7日に早くも辞任した。国共内戦の終盤、張済新は北平の平和的開城に従事したとされる。中華人民共和国成立後、中央文史研究館館員に招聘された。1952年、死去。

## 注
1. ↑  徐友春主編（2007）、1895頁による。『北京青年報』2006年10月24日は、1952年に84歳で死去としているため、「1868年生まれ」とみなしている模様である。
2. 1 2 3 4 5 6  『北京青年報』2006年10月24日。
3. 1 2 3 4 5 6  徐友春主編（2007）、1895頁。
4. 1 2 3 4  劉国銘主編（2005）、1233頁。
5. ↑  『政府公報』第4103号、1927年（民国16年）9月25日。正式な職名は「陸海軍京兆尹」である。
6. ↑  劉寿林ほか編（1995）、360頁。
7. ↑  『国民政府公報』第687号、2頁。
8. ↑  『国民政府公報』第764号、14頁。
9. ↑  『国民政府公報』第891号、3-4頁。
10. 1 2  劉寿林ほか編（1995）、1049頁。